# ملعب أجينوموتو

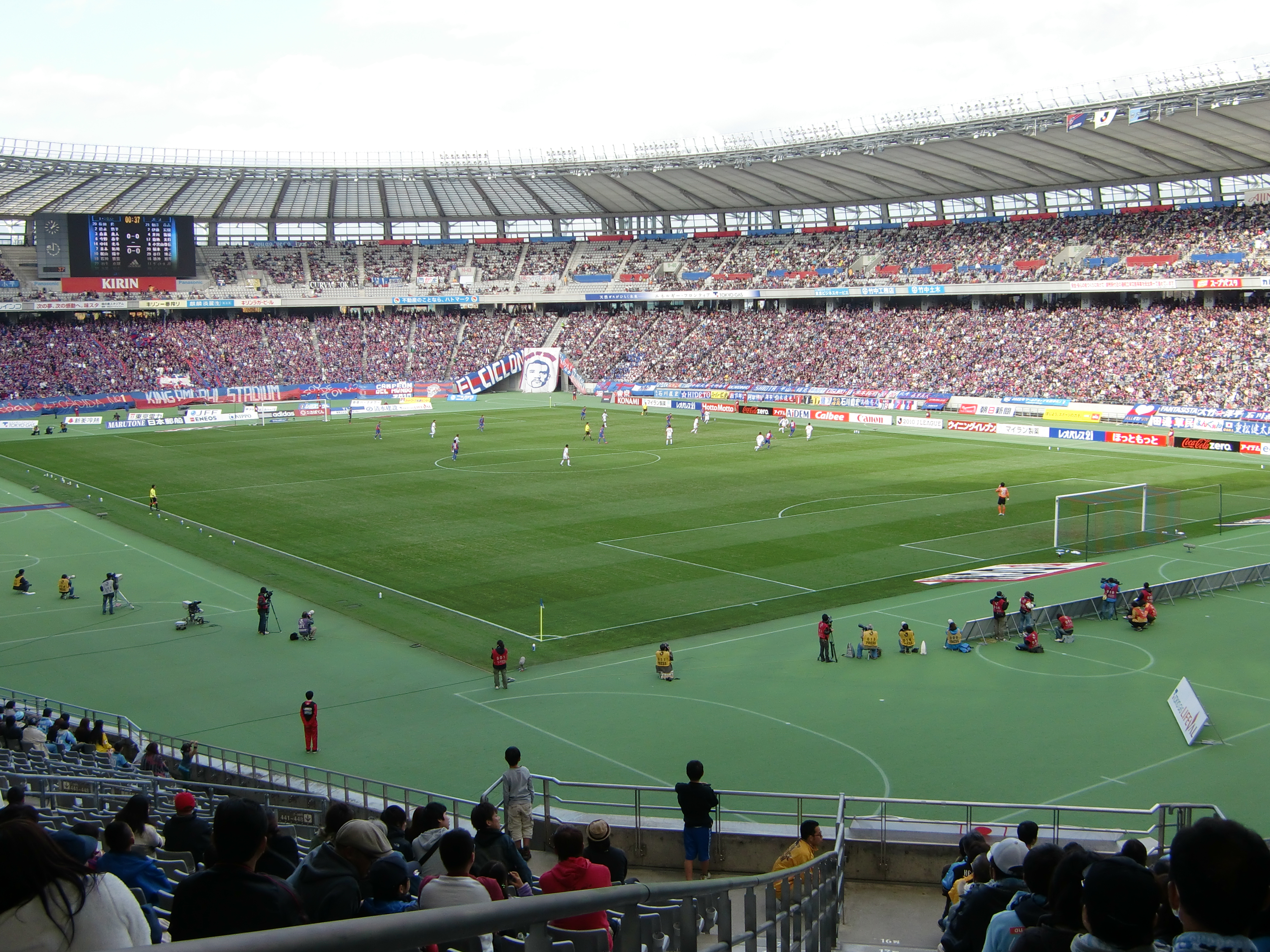
نظرة من داخل الملعب

ملعب أجينوموتو (باليابانية: 東京スタジアム) أو ملعب طوكيو هو ملعب متعدد الاستخدام يقع تشوفو، طوكيو، اليابان. تم إنشاء الملعب في كانتو مورا عام 2001. يستيعب الملعب لجلوس 50,000. ويعتبر الملعب الرئيسي لإف سي طوكيو. يستضيف الملعب عادتاً احداث غير رياضية، مثل الحفلات الموسيقية وأسواق السلع المستعملة. وقد تم استخدامه كملجأ للناجين من زلزال وتسونامي توهوكو 2011.
وقد تم تصميم الميدان في الأصل لألعاب القوى ومباريات كرة القدم على حد سواء. أرضية الملعب من العشب الطبيعي.

## وصلات خارجية
- ملعب أجينوموتو على موقع IMDb (الإنجليزية)

- الموقع الرسمي لملعب أجينوموتو (باليابانية)